# Veïnat de Can Canyet
Veïnat de Can Canyet – miejscowość w Hiszpanii, w Katalonii, w prowincji Girona, w comarce Gironès, w gminie Campllong.
Według danych INE z 2004 roku miejscowość zamieszkiwały 22 osoby.